# 有川周壱
有川 周一（ありかわ しゅういち、本名および旧表記：有川 周一、1964年6月11日 - ）は、日本の放送作家。浅井企画所属。通称「有周（ありしゅう）」｡

## 来歴・人物
東京都葛飾区にて生誕。幼少期に栃木県小山市に移り、そこで子供時代を過ごす。
高校在学中に、TBSのラジオ番組「コサキン」の投稿常連（いわゆるハガキ職人）として注目を集め、「リスナーの神様」とまで呼ばれた。大学進学を目指して浪人中に、コサキンのパーソナリティである小堺一機・関根勤のいる芸能事務所・浅井企画の川岸咨鴻から放送作家にならないかとの強い勧めを受け1986年に上京、同事務所専属の放送作家となる。
番組では、コサキンのメイン構成作家・鶴間政行を筆頭に、おなじくハガキ職人から放送作家となった舘川範雄・楠野一郎とともに、各人の頭文字から命名した「アタック隊」を結成。
1993年に浅井企画所属で関根の舞台『カンコンキンシアター』に出演していたタレント・小路川明子と結婚したが、後に離婚している。
『コサキンDEワァオ!』の中で行われる企画『GO!GO!遊園地ツアー』では、ジェットコースター等の絶叫マシンに乗せられるたびに尋常ではない絶叫を上げるため“絶叫詩人”と呼ばれ、絶叫シーンがCDやDVDとなって発売もされた。また、「極度の高度恐怖症、スピード恐怖症」「わずかな物音にも声を上げて怯える」「いつもあんパンとコーラばかり飲み食いしている」「萩本欽一がゲストに来た際、恐れをなして遁走した」「深夜のラ王フェチ」「しけ面（づら）」「夢MORIの打ち合わせで一言も発言しない」など、エピソードは数多い。番組内ではくすぐられたときのリアクションが面白いことから、関根によくくすぐられ「くすぐったがり屋」とも言われている。
まだハガキ職人だった頃、執拗に番組に「リカちゃんトリオ」の歌を紹介し続け、やっとの事で紹介してもらえたという逸話がある。
このように番組では「臆病」「自堕落」「甲斐性なし」のキャラクターを通しているが、番組内のコサキンのコメントや投稿ネタに真っ先に突っ込んだり、一番大きな声で笑うなど、番組の盛り上げに貢献している。愛称には他に「鮪川鯛一」（まぐろかわたいいち）、「笑い袋」もあった。
リスナー間でも人気が高く「リスナーの神様」と崇められたことがあり、コサキン関連の書籍、CD、DVDの発売記念イベントではコサキンの代理として有川が登場し、サイン会や握手会が行われている。コサキンの番組から出た書籍『酔夢』（すいむ）は、有川の父が経営していたスナックの名前に由来している。
2011年10月より、まぐまぐにて有料メールマガジン「有川周一の【できればやりたくないメールマガジン】」を配信開始（2012年8月まで）。著者インタビューにて、始めるきっかけを「後輩の作家に半ば強引に始めさせられ、断るのも面倒くさいので」と語っていた。
2016年より、作家名の表記を「有川周壱」に変更。

## おもな参加作品

### 現在
- カンコンキンシアター（構成・出演）
当初は構成のみの参加だったが、「看板女優（小路川）と結婚して引退させた責任を取ってもらう」と、座長の関根により出演者に加えられた。彼が登場するシーンでは大きな歓声が沸き起こるが、本職ではないため台詞の無い役や、登場後にすぐ死亡する、ウド鈴木にくすぐられるといった役回りが多い。2019年まで出演、コロナ中断明けの2023年からは構成のみに戻った。
- シン・ラジオ -ヒューマニスタは、かく語りき-（bayfm、2022年4月〜）
水曜日の構成を担当。

### 過去
- コサキンシリーズ（TBSラジオ）
- コサキンルーの怒んないで聞いて!!（TBSテレビ）
- 雛形あきこのニャオ（TBSラジオ）
- ヤンマガ伝説キャイ〜ンDAあ゛〜ん（TBSラジオ）
- 光のスターライトキッス（ニッポン放送）
- 帰ってきたHey!Say!ルー（舞台、2005年。脚本担当。主演：ルー大柴）
- 新春・大笑点テレビ（日本テレビ）
- タモリ倶楽部（テレビ朝日、ゲスト出演）

『コサキン』の番組内企画で、飛行機や絶叫マシンに乗った際の「叫び癖」が業界内で話題となり、それをフィーチャーした企画。恐怖ビデオを見せたときのリアクションを見る企画も登場した。
- 欽ちゃんの第35回全日本仮装大賞
『コサキン』のリスナーによる提案で『仮装大賞』に挑戦することになり、有川が演者として参加した。題目はコンビニの「おにぎり」が自動的に出来上がっていく、というもの。公開録音で行われたリハーサルでは、演技に腹筋運動を利用していたため、かなり時間がかかってしまい、皆を不安にさせたが、本番では白塗りの有川が顔面を打ちながらも見事に成功、19点を獲得した[注釈 2]。
- 岸谷五朗の東京RADIO CLUB

有川が構成に入った曜日は「変態木曜日」と呼ばれた。
- 夢がMORI MORI

番組会議で「一つの意見も出さない」とCDジャケットに描かれる。
- 安達祐実のおしゃまな夜
- 祐実をとりまく男たち

当時子役の安達から「お父さんみたいな存在」と慕われた。
- 関根勤5ミニッツ・パフォーマンス（BSフジ）
- コサキンDEラ゛ジオ゛!(BS朝日)
- 映画『騒音』
関根勤の初監督映画。検査の途中に倒れるシケ面オヤジ 役
- 正直さんぽ（構成）
- 関根勤のスポパラ（構成）

## CD
- 有川君の絶叫（フォーライフ、1995年9月21日発売）
収録曲：有川君の絶叫（1．）、有川君ってなさけない（2．）、有川君の絶叫ってなさけない（3．）、有川君の絶叫（おまけ）（4．）
全曲、作詞・作曲・編曲はBANANA ICE。
歌ではなく、絶叫マシンに乗った際の悲鳴をラップミュージシャン下町兄弟がリミックスしたもの。上記『コサキンDEワァオ!』での企画『GO!GO!遊園地ツアー』での場面から選りすぐられて収録されている。発売当時、フィーチャリングによるエントリー方法がなかったため、有川単独の表記になっている。殆ど冗談半分でリリースした物ながら、オリコントップ100の83位（最高位）にランクインしている[5]。
本曲中に楽曲『JAMBOREE!HA-HA-HA-HA』が使われているため、『原曲「JAMBOREE!HA-HA-HA-HA」 作者不詳』の表記が入っている。また、本曲中で有川が絶叫マシンに乗りながら『手のひらを太陽に』の最初の一節を歌っている所が収録されていることから、『M-1 including 「手のひらを太陽に」（作詞：やなせたかし、作曲：いずみたく）』の表記も併せて入っている。

## DVD
- コサキンDVDシリーズ2 有川くんの絶叫 〜GO!GO!遊園地ツアー〜（興陽館書店、ISBN 4-87723-144-7、2004年）

## 関連書籍
- コサキン☆コント集右・同左（TBSラジオ編、興陽館）
- コサキン☆コント集カッコ（TBSラジオ編、興陽館）
- コサキン☆コント集カギカッコ（TBSラジオ編、興陽館）
- シナリオライター・放送作家になるには（山中伊知郎著、ぺりかん社）